# Thráin I
En el legendarium de Tolkien Thráin I es un enano de la casa de Durin, hijo de Náin I, nacido en el año 1934 de la Tercera Edad del Sol en Khazad-dûm.
Tras la muerte de su padre en 1981 T. E. a manos del balrog en la Mansión Enana de las Montañas Nubladas, asumió el trono y reunió a los restos de su pueblo para conducirlos al exilio.
En 1999 T. E. se dirigió al Norte y se estableció en Erebor, fundando el Reino Enano bajo la Montaña. Allí comenzó las obras de excavación y extracción de metales preciosos y estableció un pequeño comercio con los Hombres de Valle, que por aquel entonces era una pequeña ciudad. Tal y como lo habían hecho sus antecesores en la Segunda Edad del Sol. 
Allí encuentra la Piedra del Arca que será el símbolo de los Enanos de la Montaña Solitaria. Muere en 2190 T. E. y lo sucede su hijo Thorin I.
| Predecesor: Náin I                 | Casa de Durin 1981 - 2190 T. E.                 | Sucesor: Thorin I |
| Predecesor: Ninguno fue el primero | Rey bajo la Montaña de Erebor 1999 - 2190 T. E. | Sucesor: Thorin I |

- Datos: Q2254651